# 10 de abril na Igreja Ortodoxa

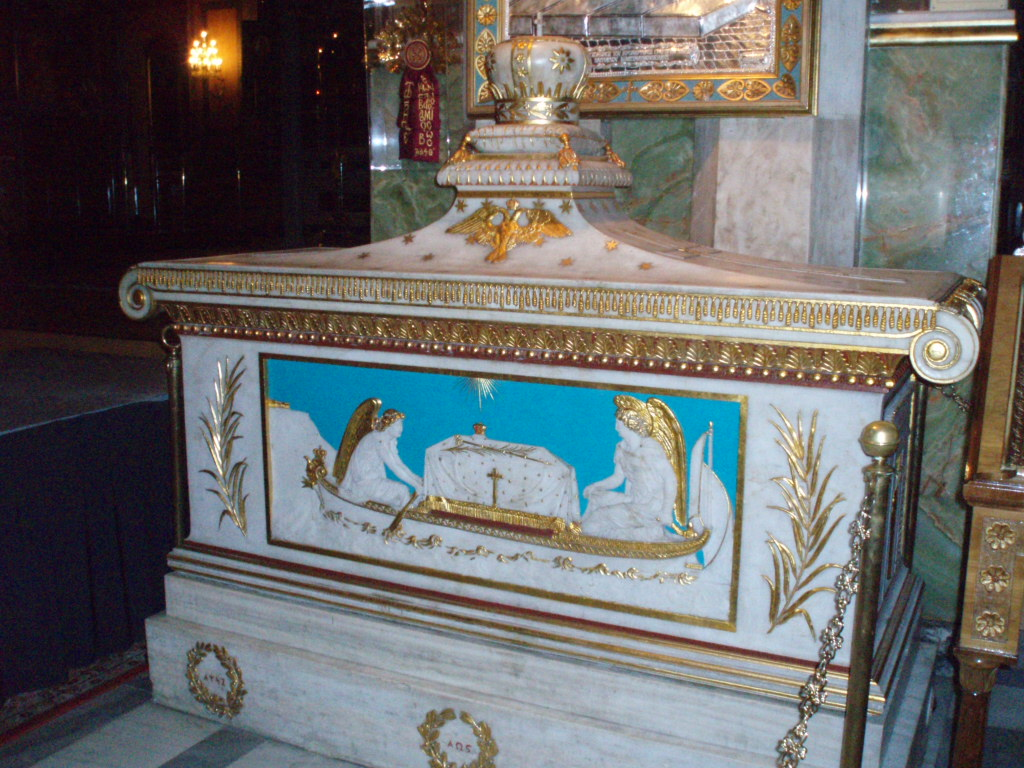
Santuário de São Gregório V na Catedral Metropolitana de Atenas.

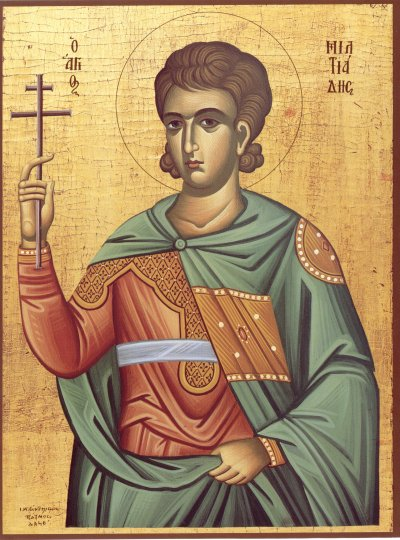
Ícone de São Melquíades.

Esta página trata das comemorações relativas ao dia 10 de abril no ano litúrgico ortodoxo.
Todas as comemorações fixas abaixo são comemoradas no dia 23 de abril pelas igrejas ortodoxas sob o Velho Calendário. No dia 10 de abril do calendário civil, as igrejas sob o Velho Calendário celebram as comemorações listadas no dia 28 de março.

## Santos
- Profetisa Hulda (século VII a.C.)[1][2]
- Mártires de Roma, criminosos batizados por Alexandre I (c. 115)[3][4]
- Mártires Terêncio, Africano, Máximo, Pompeio, Zenão, Alexandrew, Teodoro e 33 outros, em Cartago (250)[1][5][6]{[3]
- Santo Papa Melquíades de Roma (314)[1][7]
- Hieromártir Tiago e Diáconos-Mártires Azadano e Abdício, da Pérsia (c. 380)[1][8][9]
- São Paládio, Abade de São Germano de Auxerre e Bispo de Auxerre (661)[3]
- Mártires Beoca, Etor e outros, na Abadia de Chertsey, pelos dinamarqueses (869)[3][10]
- São Beda o Jovem, oficial da corte que se tornou monge em Gavello[3]
- São Macário de Antioquia (1012)[3][4]
- Novos Santos Mártires de Kvabtakhevi, sob Tamerlão (1386)[1][11][12]
- Monja-Mártir Anastácia, Abadessa, e 34 monjas com ela, em Uglitch (1609)[1][13]
- Veneráveis Mártires do Mosteiro de Daou Penteli, na Grécia, por piratas argelinos (século XVII)[14]
- Novo Mártir Demétrio de Esmirna (1763)[1][15][16]
- Novo Hieromártir Gregório V, Patriarca Ecumênico de Constantinopla (1821)[1][16][17][18][19]
- Novo Monge-Mártir Crisanto de Xenofonto (1821)[1][20]
- Novo Hieromártir Flegonte Pongilsky, Presbítero (1938)[10][18]
- Novo Mártir Demétrio Vdovin (1942)[10][18]